# Toulouse School of Economics

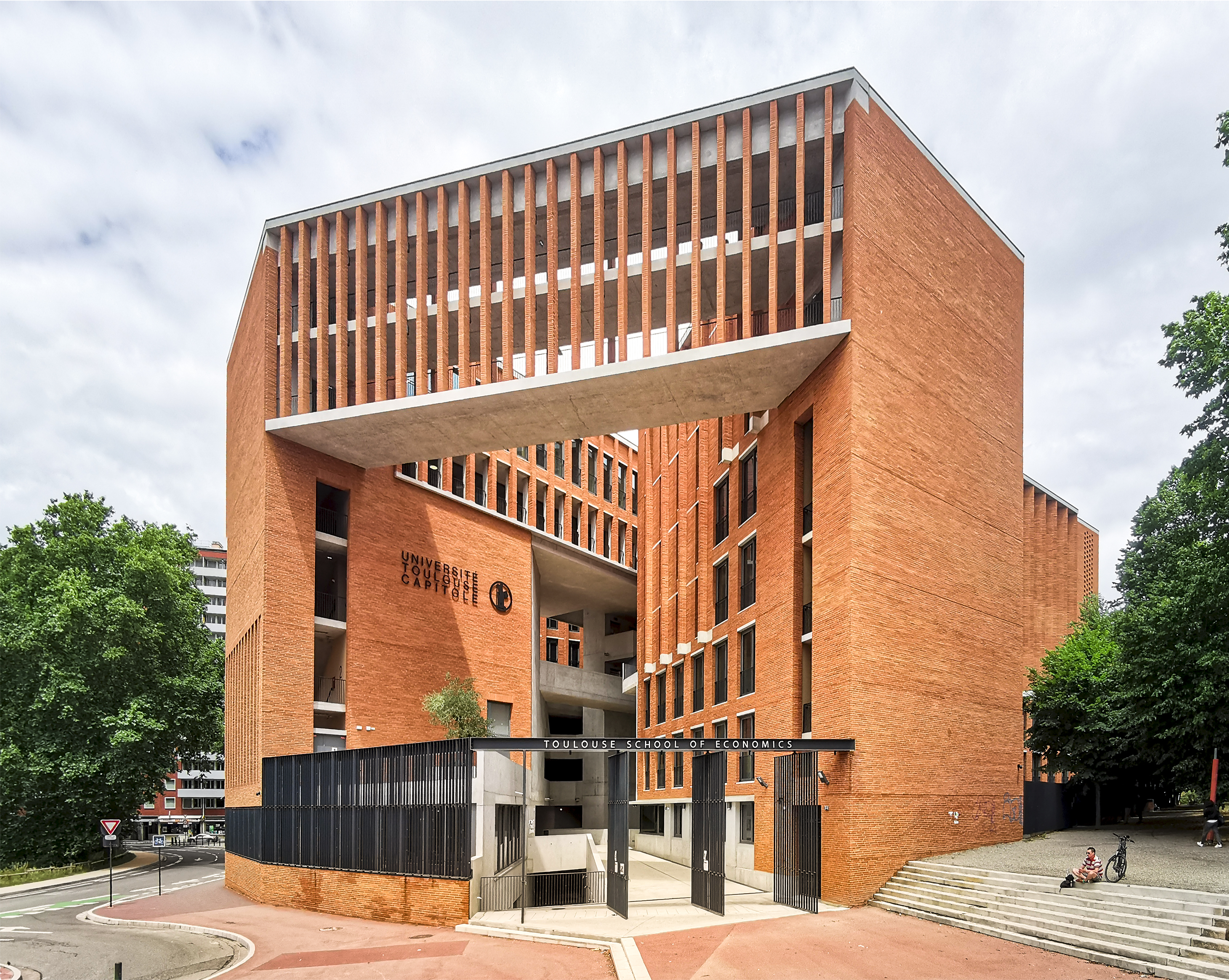
Toulouse School of Economics

Toulouse School of Economics (TSE) är en europeisk handelshögskola i Toulouse. Skolan grundades år 2006. Den är rankad som en av världens bästa handelshögskolor. Dess chef är Jean Tirole, mottagare av Sveriges Riksbanks pris i ekonomisk vetenskap till Alfred Nobels minne år 2014. Skolan examinerar för Kandidatexamen, Master och Filosofie doktor.